# 湘桂羊角芹
湘桂羊角芹（学名：Aegopodium handelii）为伞形科羊角芹属的植物，为中国的特有植物。分布于中国大陆的湖南、贵州、浙江、广西等地，生长于海拔850米至1,150米的地区，常生于山谷灌木丛下，目前尚未由人工引种栽培。